# The Crimson Pirate
The Crimson Pirate (titulada El temible burlón en España y El pirata hidalgo en América) es una película estadounidense de 1952 en Technicolor producida por Norman Deming y Harold Hecht, dirigida por Robert Siodmak, y protagonizada por Burt Lancaster, Nick Cravat, Eva Bartok, Leslie Bradley, Torin Thatcher, y James Hayter. 
The Crimson Pirate está ambientada en el Caribe a finales del siglo XVIII, en dos islas ficticias: Cobra y San Pero. 

## Argumento
El Capitán Vallo (Burt Lancaster), un pirata apodado «El pirata carmesí», y su tripulación capturan una fragata del rey que conduce al Barón José Gruda (Leslie Bradley) presto para aplastar una rebelión en la isla de Cobra. Vallo propone vender las armas de la fragata a El Libre, el dirigente rebelde de Cobra, pero el Barón Gruda le hace una oferta: capturar a El Libre a cambio de una elevada recompensa. Vallo acepta y el Barón es liberado.
Vallo y su lugarteniente, Ojo (Nick Cravat), se encuentran con los rebeldes Pablo Murphy (Noel Purcell) y Consuelo (Eva Bartok). Aunque Consuelo siente desconfianza, pone en conocimiento de Vallo informa que El Libre es, de hecho, su padre y que está prisionero en San Pero.
Después de navegar a San Pero, Vallo engaña al coronel de la guarnición de la isla (Frank Pettingell) y libera a El Libre (Frederick Leister) y al profesor Elihu Prudence (James Hayter). 
Consuelo está agradecida porque Vallo ha rescatado a su padre, pero Vallo está arrepentido de haber querido venderles por dinero; el contramaestre Humble Bellows (Torin Thatcher) envía un mensaje de aviso al Barón Gruda.
El Libre es asesinado por los hombres del rey, que además capturan a Consuelo. Los piratas se amotinan; el profesor, Ojo y Vallo son abandonados a la deriva en un esquife. El Barón Gruda ha preparado una trampa a los piratas traidores poniendo droga en un barril de ron que les obsequia.
El Barón Gruda informa a Consuelo de que o se casa con Herman (Eliot Makeham), gobernador de Cobra, o ejecutará a la población de la isla. Mientras tanto Vallo, Ojo y el profesor han sobrevivido gracias al ingenio de este último y llegan a Cobra. El profesor les convence para que consigan la ayuda del pueblo y todos juntos construyan los vanguardistas artefactos que el mismo ha diseñado: granadas de nitroglicerina, tanques, lanzallamas, rifles de repetición en tambores rotativos y un globo, que construyen dentro del más completo secreto.
En el día de la boda, la población de la isla utiliza estos inventos para vencer a la guardia del gobernador. El Barón Gruda huye tomando a Consuelo como rehén, pero Vallo le persigue y le derrota. Al final la pareja vuelve felizmente a la isla donde celebran su libertad.

## Reparto
- Burt Lancaster como Capitán Vallo (a) «el pirata carmesí».
- Nick Cravat como Ojo.
- Eva Bartok como Consuelo.
- Leslie Bradley como Barón José Gruda.
- James Hayter como Profesor Elihu Prudence.
- Torin Thatcher como Humble Bellows.
- Frederick Leister como «El Libre».
- Margot Grahame como Bianca.
- Noel Purcell como Pablo Murphy.
- Christopher Lee como Joseph, agregado militar.
- Dana Wynter como compañera de viaje.

## Producción
Aunque ambientada en el Caribe,  está completamente filmada en Europa. Los interiores en Teddington Studios en Inglaterra y los exteriores en la isla de Isquia en Italia.
Tras  El halcón y la flecha (The Flame and the Arrow, 1950), Nick Cravat volvió a representar a un personaje de mudo, de ahí la creencia de que en la vida real también lo era; realmente, su fuerte acento de Brooklyn impedía que le diesen diálogos.
Aproximadamente a 10 minutos del final, cuando Lancaster y Cravat van en un globo, se ve al fondo un lujoso barco de crucero, lo que está bastante fuera de lugar en el siglo XVIII.

## Legado
El corto de Terry Gilliam, The Crimson Permanent Assurance, incluido en la película El sentido de la vida (Monty Python's The Meaning of Life, 1983), está inspirado en esta película. Según Radio Times, la atracción de Disneyland «Piratas del Caribe» está también inspirada en The Crimson Pirate.
En la década de los 70, Lancaster intentó hacer una secuela y contrató a George MacDonald Fraser para escribir el guion, pero el proyecto no progresó.